# Cod ATC A10
Codul ATC A10 Antidiabetice este o parte a sistemului de clasificare anatomică, terapeutică și chimică a medicamentelor, un sistem dezvoltat de către Organizația Mondială a Sănătății (OMS) pentru clasificarea medicamentelor și a altor produse medicinale. Subgrupul A10 este o parte a grupului A Tract digestiv și metabolism.
Codurile pentru preparatele de uz veterinar sunt create prin alipirea literei Q în fața codului ATC corespunzător produsului pentru uz uman; de exemplu, QA10. 

## A 10 A Insuline și analogi

### A 10 AB Insuline și analogi cu acțiune rapidă
A 10 AB 01 Insulină (umană)
A 10 AB 02 Insulină (vită)
A 10 AB 03 Insulină (porc)
A 10 AB 04 Insulină lispro
A 10 AB 05 Insulină aspart
A 10 AB 06 Insulină glulizină
A 10 AB 30 Combinații

### A 10 AC Insuline și analogi cu acțiune intermediară
A 10 AC 01 Insulină (umană)
A 10 AC 02 Insulină (vită)
A 10 AC 03 Insulină (porc)
A 10 AC 04 Insulină lispro
A 10 AC 30 Combinații

### A 10 AD Insuline și analogi cu acțiune intermediară și rapidă
A 10 AD 01 Insulină (umană)
A 10 AD 02 Insulină (vită)
A 10 AD 03 Insulină (porc)
A 10 AD 04 Insulină lispro
A 10 AD 05 Insulină aspart
A 10 AD 06 Insulină degludec și insulină aspart
A 10 AD 30 Combinații

### A 10 AE Insuline și analogi cu acțiune prelungită
A 10 AE 01 Insulină (umană)
A 10 AE 02 Insulină (vită)
A 10 AE 03 Insulină (porc)
A 10 AE 04 Insulină glargin
A 10 AE 05 Insulină detemir
A 10 AD 06 Insulină degludec
A 10 AE 30 Combinații
A 10 AD 54 Insulină glargin și lixisenatidă
A 10 AD 56 Insulină glargin și liraglutidă

### A 10 AF Insuline și analogi de uz inhalator
A 10 AF 01 Insulină (umană)

## A 10 B Hipoglicemiante orale, excluzând insulinele

### A 10 BABiguanide
A 10 BA 01 Fenformină
A 10 BA 02 Metformină
A 10 BA 03 Buformină

### A 10 BBSulfonamide, derivați deuree
A 10 BB 01 Glibenclamidă
A 10 BB 02 Clorpropamidă
A 10 BB 03 Tolbutamidă
A 10 BB 04 Glibornuridă
A 10 BB 05 Tolazamidă
A 10 BB 06 Carbutamidă
A 10 BB 07 Glipizidă
A 10 BB 08 Gliquidonă
A 10 BB 09 Gliclazidă
A 10 BB 10 Metahexamidă
A 10 BB 11 Glisoxepidă
A 10 BB 12 Glimepiridă
A 10 BB 31 Acetohexamidă

### A 10 BC Sulfonamide heterociclice
A 10 BC 01 Glimidină

### A 10 BD Combinații de hipoglicemiante orale
A 10 BD 01 Fenformină și sulfonamide
A 10 BD 02 Metformină și sulfonamide
A 10 BD 03 Metformină și rosiglitazonă
A10BD04 Glimepiridă și rosiglitazonă
A10BD05 Metformină și pioglitazonă
A10BD06 Glimepiridă și pioglitazonă
A10BD07 Metformină și sitagliptină
A10BD08 Metformină și vildagliptină
A10BD09 Pioglitazonă și alogliptină
A10BD10 Metformină și saxagliptină
A10BD11 Metformină și linagliptină
A10BD12 Pioglitazonă și sitagliptină
A10BD13 Metformină și alogliptin
A10BD14 Metformină și repaglinidă
A10BD15 Metformină și dapagliflozină
A10BD16 Metformină și canagliflozină
A10BD17 Metformină și acarboză
A10BD18 Metformină și gemigliptină
A10BD19 Linagliptină și empagliflozină
A10BD20 Metformină și empagliflozină
A10BD21 Saxagliptină și dapagliflozină
A10BD22 Metformină și evogliptină
A10BD23 Metformină și ertugliflozină
A10BD24 Sitagliptină și ertugliflozină
A10BD25 Metformină, saxagliptină și dapagliflozină

### A 10 BF Inhibitori ai alfa-glucozidazei
A 10 BF 01 Acarboză
A 10 BF 02 Miglitol
A 10 BF 03 Vogliboză

### A 10 BGTiazolidindione
A 10 BG 01 Troglitazonă
A 10 BG 02 Rosiglitazonă
A 10 BG 03 Pioglitazonă

### A10BH Inhibitori ai DPP-4
A10BH01 Sitagliptină
A10BH02 Vildagliptină
A10BH03 Saxagliptină
A10BH04 Alogliptină
A10BH05 Linagliptină
A10BH06 Gemigliptină
A10BH07 Evogliptină
A10BH51 Sitagliptină și simvastatină
A10BH52 Gemigliptină și rosuvastatină

### A10BJ Analogi ai GLP-1
A10BJ01 Exenatidă
A10BJ02 Liraglutidă
A10BJ03 Lixisenatidă
A10BJ04 Albiglutidă
A10BJ05 Dulaglutidă
A10BJ06 Semaglutidă

### A10BK Inhibitori ai SGLT2 (gliflozine)
A10BK01 Dapagliflozină
A10BK02 Canagliflozină
A10BK03 Empagliflozină
A10BK04 Ertugliflozină
A10BK05 Ipragliflozină
A10BK06 Sotagliflozină

### A 10 BX Alte hipoglicemiante orale
A 10 BX 01 Gumă de guar
A 10 BX 02 Repaglinidă
A 10 BX 03 Nateglinidă
A 10 BX 05 Pramlintidă
A 10 BX 06 Benfluorex
A 10 BX 08 Mitiglinidă

## A 10 X Alte medicamente folosite în tratamentul diabetului

### A 10 XA Inhibitori de aldoz-reductază
A 10 XA 01 Tolrestat